# 賀人龍
賀人龍（？—1642年），明朝將領，陝西米脂人，與明末流寇李自成同鄉。作戰勇猛，每次上戰場必身先士卒，人稱賀瘋子。初隨洪承疇，又隨陳奇瑜，後隨汪喬年，喬年征討流寇陣亡，崇禎帝怒人龍不援，敕孫傳庭斬殺之。

## 生平
萬曆年間武進士。早年以守備官隸屬洪承疇麾下。崇禎七年（1634年）十月，賀人龍圍李自成於隴州。困急之下，李自成派高傑假裝向賀人龍約降。不久，高傑降明，受封為興平伯。崇祯九年七月，以副总兵统兵随巡抚孙传庭在周至大破义军，擒获高迎祥。崇禎十三年（1640年）二月七日楊嗣昌與賀人龍、李國奇夾擊張獻忠於瑪瑙山，史載“大破之，斬馘三千六百二十，墜巖谷死者無算。”最初，嗣昌以左良玉跋扈難制，而賀人龍破賊有功；楊嗣昌私許以賀人龍取代左良玉，晉升為平贼将军。但是瑪瑙山大捷後，嗣昌告訴賀人龍須再等候成命，人龍以此大為不平，竟將實情告知良玉。爾後兩人皆不受嗣昌節制。楊嗣昌調左良玉，九檄不至，而賀人龍亦三檄不至，其勢日孤，終至覆亡。崇祯十四年九月，三边总督傅宗龙指挥明军救援开封，在新蔡（今河南新蔡）與流寇相遇，贺人龙不戰而退，导致明军全军覆没，总督傅宗龙被斩杀。
崇禎十五年（1642年），賀人龍跟從總督汪喬年出關擊流寇闖軍，至襄城不戰而走，城破，喬年為賊兵所殺。崇禎帝大怒，密令陝西總督孫傳庭殺賀人龍，是年五月，孫传庭大会诸将於西安，傳庭當著固原总兵郑家栋，临洮总兵牛成虎等人面前，命左右擒缚贺人龙。賀大呼“冤枉”，孫傳庭責其：“開縣噪歸，猛帥以孤軍失利而獻、曹二賊出柙，迄今尚未平定。遇敵棄帥先潰，致使新蔡、襄城連喪二督也。”诸将莫不颤栗动色。
賀人龍被殺後，據傳闖軍酌酒相慶：“賀瘋子死，取關中如拾芥矣！”有學者認為“（崇祯帝）的多疑、擅殺，無異於自毀長城”；有子賀大明。

## 影視形象
- 《大明劫》，2013年中国电影（喬和平飾）